# Repulsie (Star Trek: Voyager)
„Repulsie” (titlu original: „Revulsion”) este al 5-lea episod din al patrulea sezon al serialului TV american științifico-fantastic Star Trek: Voyager și al 73-lea în total. A avut premiera la 1 octombrie 1997 pe canalul UPN.

## Prezentare
O hologramă ia legătura cu nava Voyager, iar Doctorul este încântat să cunoască un seamăn al său.

## Actori ocazionali
- Leland Orser - Dejaren